# تومي ويلان
تومي ويلان (بالإنجليزية: Tommy Whelan)‏ هو لاعب كرة قدم أمريكية أمريكي، ولد في 4 مارس 1911، وتوفي في 1 يونيو 1974.

## وصلات خارجية
- تومي ويلان على موقع مرجع كرة القدم المحترفة.كوم (الإنجليزية)
- تومي ويلان على موقع JustSportsStats.com (الإنجليزية)